# Dario Cataldo
Dario Cataldo (Lanciano, 17 de marzo de 1985) es un ciclista italiano que pasó a profesionales en 2007 con el conjunto Liquigas y se retiró en 2024. Desde 2025 es director deportivo del XDS Astana Team.

## Biografía
Vencedor en 2006 del Baby Giro, Cataldo pasó al profesionalismo en 2007 con el equipo Liquigas. Destacó rápidamente en carreras de un día, terminando tercero del Gran Premio de Fráncfort y cuarto del Giro del Veneto. También destacó en el Tour del Porvenir, ganó dos etapas. 
Lejos de confirmar estos resultados prometedores, Cataldo no realizó ninguna actuación notable durante 2008, y dejó el equipo Liquigas para fichar por el equipo ciclista Quick Step. Comenzó la temporada 2009 con una adecuada campaña en las Ardenas, donde se mostró un poco. En el Giro de Italia del 2009 se escapó varias veces sin éxito. Se tomó un período de descanso antes de participar en la Vuelta a Austria, donde terminó 21.º con algunos buenos lugares de honor en etapas como un 4.º lugar en la octava y última etapa, pero seguía sin ninguna victoria desde 2007. En Tour de Misuri, terminó dos veces 3.º en la tercera y en la cuarta etapa disputadas al esprint. Terminó sexto en la general y terminó como el mejor joven de la prueba.
En 2012 consiguió su mejor victoria como ciclista profesional al ganar una dura etapa de alta montaña en la Vuelta a España finalizada en Cuitu Negru por delante de su compañero de escapada Thomas de Gendt.
En 2013 fichó por el equipo UCI ProTeam Sky, y el 31 de julio extendió su contrato hasta 2016. Con este equipo hizo principalmente labores de gregario para Chris Froome y Richie Porte.
A partir de la temporada 2015 corrió para el equipo kazajo, Astaná, para ser gregario de sus compatriotas Vincenzo Nibali y Fabio Aru.
En agosto de 2019 firmó con el Movistar Team por dos años.

## Palmarés
2006
- Girobio

2007
- 2 etapas del Tour del Porvenir

2010
- Gran Premio Bruno Beghelli
- 2.º en el Campeonato de Italia Contrarreloj

2012
- Campeonato de Italia Contrarreloj
- 1 etapa de la Vuelta a España

2014
- 1 etapa de la Settimana Coppi e Bartali
- 2.º en el Campeonato de Italia Contrarreloj

2019
- 1 etapa del Giro de Italia

## Resultados en Grandes Vueltas y Campeonatos del Mundo
| Carrera              | Carrera              | 2007 | 2008 | 2009 | 2010 | 2011  | 2012 | 2013 | 2014 | 2015 | 2016 | 2017 | 2018 | 2019 | 2020 | 2021 | 2022  | 2023 | 2024 |
| -------------------- | -------------------- | ---- | ---- | ---- | ---- | ----- | ---- | ---- | ---- | ---- | ---- | ---- | ---- | ---- | ---- | ---- | ----- | ---- | ---- |
|                      | Giro de Italia       | —    | Ab.  | 59.º | Ab.  | 12.º  | 12.º | 57.º | 26.º | 25.º | —    | 14.º | —    | 48.º | 66.º | 54.º | 73.º  | —    | —    |
|                      | Tour de Francia      | —    | —    | —    | —    | —     | —    | —    | —    | —    | —    | Ab.  | —    | —    | 80.º | —    | —     | —    | —    |
|                      | Vuelta a España      | —    | —    | —    | 71.º | 132.º | 51.º | 74.º | Ab.  | 57.º | 51.º | —    | 64.º | 68.º | —    | —    | 117.º | —    | —    |
| Mundial en Ruta      | Mundial en Ruta      | —    | —    | —    | —    | —     | Ab.  | —    | —    | —    | —    | —    | 65.º | —    | —    | —    | —     | —    | —    |
| Mundial Contrarreloj | Mundial Contrarreloj | —    | —    | —    | —    | —     | —    | —    | 30.º | —    | —    | —    | —    | —    | —    | —    | —     | —    | —    |

—: no participa
Ab.: abandono

## Equipos
- Liquigas (2007-2008)
- Quick Step (2009-2012)
  - Quick Step (2009-2010)
  - Quick Step Cycling Team (2011)
  - Omega Pharma-Quick Step (2012)
- Sky (2013-2014)
  - Sky Procycling (2013)
  - Team Sky (2014)
- Astana Pro Team (2015-2019)
- Movistar Team (2020-2021)
- Trek (2022-2024)
  - Trek-Segafredo (2022-2023)
  - Lidl-Trek (2023-2024)